# フライパンの唄
『フライパンの唄』（フライパンのうた）は、1975年10月7日から1976年3月30日までTBS系列で放映されていたテレビドラマ。放映時間は毎週火曜日21:00 - 21:55。全26話。

## 概要
舞台の中心は東京・神田にある、明治・大正・昭和と続く古い和風洋食店「辰村」主人の富之助は調理場の陣頭を指揮し、店の方は千加子が仕切っている。この辰村に、神戸から今井珠子という女性が訪れて来たが、富之助はこの珠子の来訪に慌て出した。実は珠子は、富之助が神戸に行っていた時にもうけた隠し子だった…。そして珠子は、辰村のコック見習いとして働き出す。人々がそれぞれ過去を背負いながら、時には懸命に、時にはユーモラスに生きていくその様子などを描いたドラマ。

## 出演
- 辰村富之助：進藤英太郎
- 辰村千加子：加藤治子 - 富之助の息子の嫁
- 今井珠子：和田アキ子
- 辰村裕司：柴俊夫 - 富之助の孫
- 松川容子：中田喜子
- 柳綾子：山岡久乃 - 富之助の娘
- 柳徳次：田村高廣 - 綾子の夫で、お好み焼き屋「柳」の主人
- 柳克己：峰竜太 - 綾子と徳次の息子
- 小西康夫：愛川欽也 - 辰村のチーフコック
- 亀山：津坂まさあき - 辰村の副コック長
- 江川五郎：赤塚真人 - 辰村のコック見習い
- 酒井靖乃
- 上杉二美
- 真理子：林靖子
- 香織：中村メイコ
- つる子：赤木春恵 - 富之助の妹
- 英之：杉浦直樹
- ゆき（芸者）：伊佐山ひろ子
- 島崎清子：和田恵利子
- 島崎綱吉：田子ノ浦親方 - 天ぷら屋「天綱」の主人で、清子の父
- 松川（容子の父）：久米明
- 松川八重子：中北千枝子 - 容子の母
- 江川一郎：毒蝮三太夫 - 五郎の兄
- 江川喜助：伴淳三郎 - 一郎と五郎の父（第14話出演）
- 吉野冬子：藤間紫 - 珠子の亡き母の友人（第20話出演）
- 亀山よね：浦辺粂子 - 亀山の母（第25話出演）

## スタッフ
- プロデューサー：武敬子
- 作：楠田芳子
- 演出
  - 脇田時三（第1話～第18話、第22話～第24話、第26話）
  - 橋本信也（第19話・第20話）
  - 本多勝也（第21話・第25話）
- 編集：東通ビデオセンター事業部
- 制作：テレパック、TBS

## 主題歌
- 「風は東から」　歌：古谷野とも子（キングレコード　KING BS-2001）

## ネット局
特記の無い限り全て放送時間は火曜 21:00 - 21:55、同時ネット。
- TBS
- 北海道放送[2]
- 青森テレビ[3]
- 岩手放送[4]
- 東北放送[5]
- 福島テレビ[5]
- 新潟放送[6]
- テレビ山梨[7]
- 静岡放送[7]
- 信越放送[8]
- 北陸放送[6]
- 中部日本放送[9]
- 毎日放送[10]
- 山陰放送[11]
- 山陽放送[12]
- 中国放送[12]
- テレビ高知[13]
- RKB毎日放送[14]
- 長崎放送[14]
- 熊本放送[14]
- 大分放送[15]
- 宮崎放送[16]
- 南日本放送[16]
- 琉球放送[17]